# Blangy-le-Château
Blangy-le-Château är en kommun i departementet Calvados i regionen Normandie i norra Frankrike. Kommunen ligger i kantonen Blangy-le-Château som ligger i arrondissementet Lisieux. År 2022 hade Blangy-le-Château 781 invånare.

## Befolkningsutveckling
Antalet invånare i kommunen Blangy-le-Château
Referens: INSEE